# Rutapajzs
Névváltozatok: ruta-paizs (Bárczay 51.), rombuszpajzs
fr: écu en losange, de: Rautenschild, Rautenförmiger Schild, cs: routový štít, la: scutum rombatum 

Rövidítések:

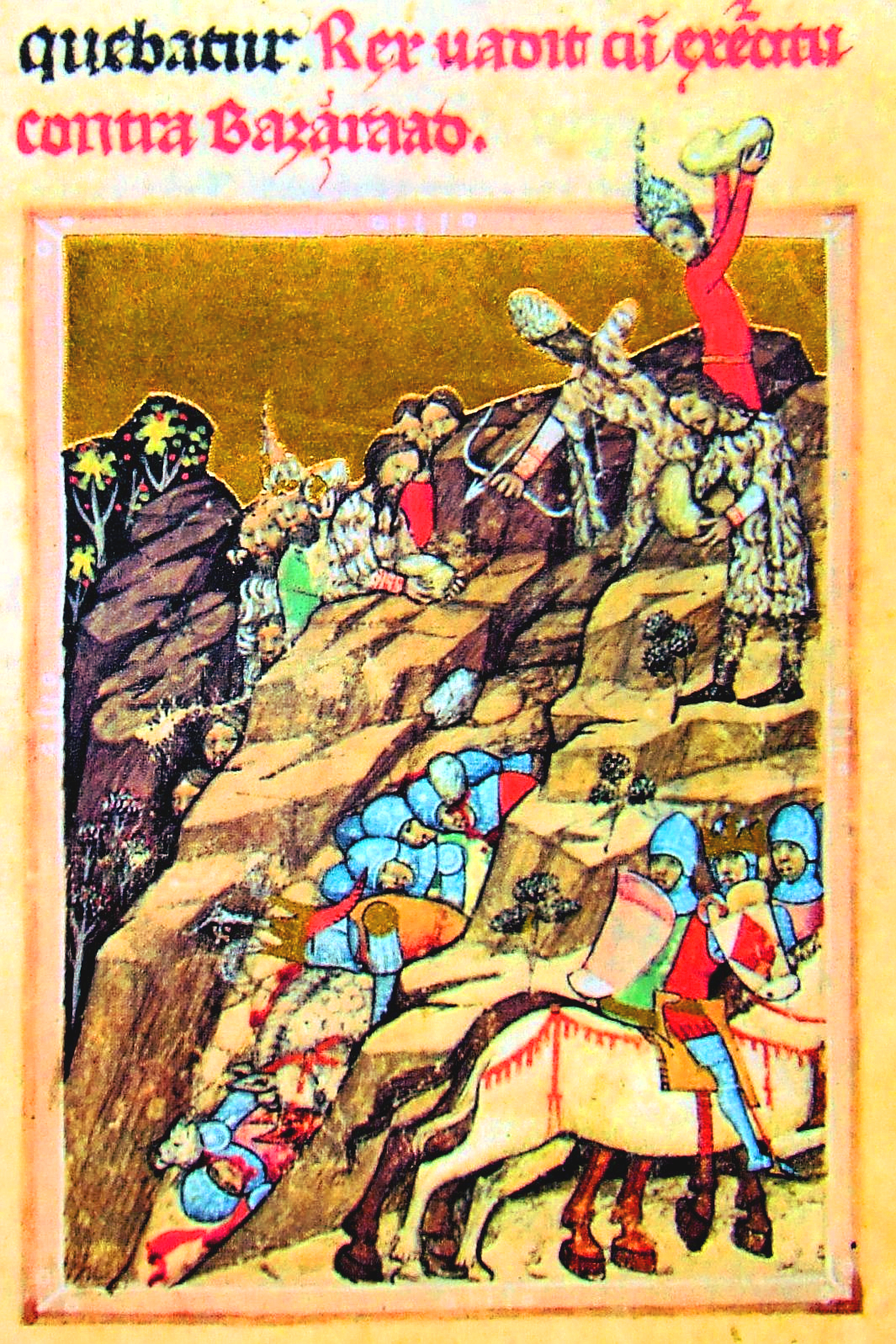
Tárcsapajzsra helyezett rutapajzs a Képes krónikából

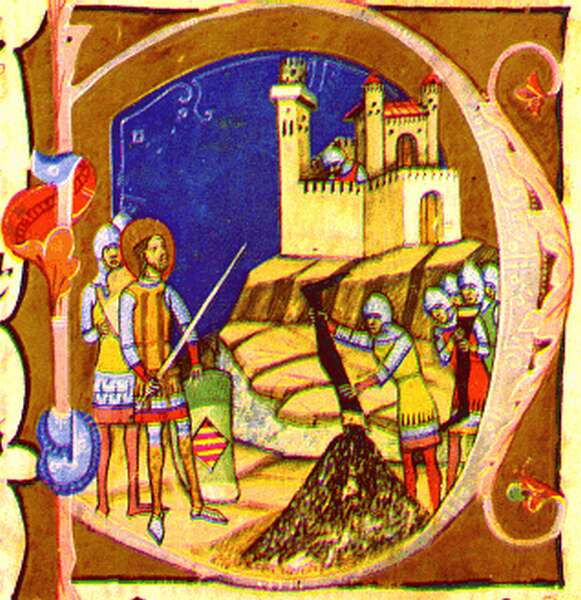
Rutapajzs nagyméretű tárcsapajzson a Képes krónikából

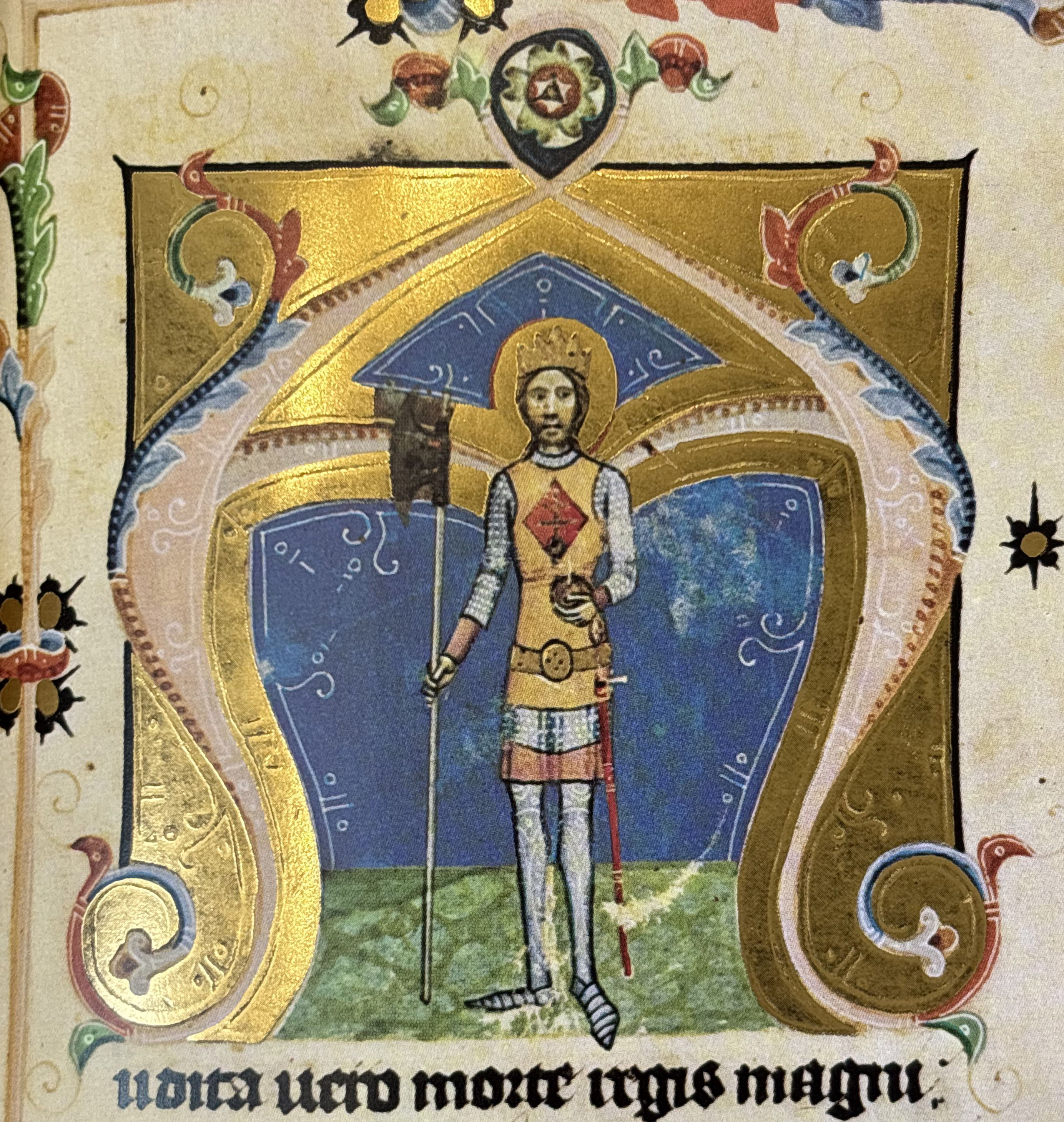
Rutapajzsos címer Szent László öltözékén a Képes krónikából

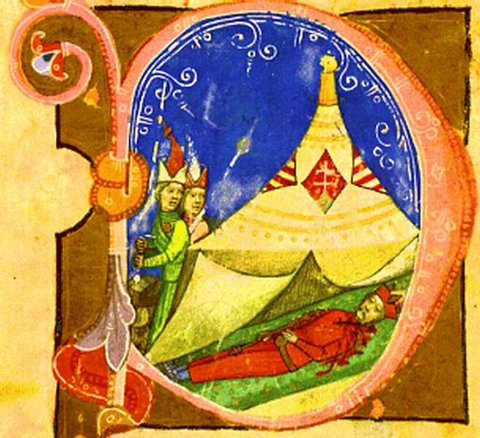
Rutapajzsok Kun László sátrán a Képes krónikából

A rutapajzs rombusz alakú pajzs. Sohasem használtak, sem csatában, sem tornaviadalban. A 13. század második fele óta kimutatható Franciaországban, a Németalföldön és Angliában. Egyik első példája Elisabeth de Saint-Vérain 1262-es pecsétje. Úgy tűnik, hogy pusztán a képzelet szülötte. A 14. században nagyon kedvelt volt az uralkodói pecséteken és érméken (pl. Katalóniában), de mindig ritka pajzsforma maradt. Magyarországon a Képes krónika miniatúráin is szerepelnek tárcsapajzsra helyezett rutapajzsok. Az ilyen pajzsokra a címert nem festették rá, hanem rutapajzsra helyezték. Hasonló módon ábrázolták a címereket a sátrakon, a ruházaton és a lótakarókon. Nagy Lajos egyik pénzén is megjelenik.
Alakjával egyedül áll az élő heraldika pajzsformái között, mert hadviselésre nem volt alkalmas, tulajdonképpen mégis a heraldikus pajzsok közé tartozik, mely elsősorban a címerviselő jelképeinek a feltüntetésére szolgált. Általában önmagában fordul elő, mert nem alkalmas a sisak és ezáltal a sisakdísz feltüntetésére. Egyes nyugat-európai országokban a női címereknél használják, amivel hangsúlyozzák, hogy a nők nem vesznek részt a háborúban.
A 14. századik leggyakrabban férfiak használták, majd a 16. századig klasszikus háromszögű pajzshoz hasonlóan mindkét nem viselte. A 16. századtól főleg a nők használták (de nem kizárólagosan), kivéve Angliát, ahol erre valamivel korábban került sor. Egyes országokban a nők csak a 15. századtól kezdték viselni. A francia és angol heraldikában a nők és az özvegyek számára van fenntartva. A rutapajzsok esetében néha gondot okoz a címerábrák megrajzolása, ezért egyes országokban (Belgium, Észak-Franciaország) a női címereknél is sokkal gyakrabban használják az ovális pajzsot. Közép-Európában férfi és női pajzsok között általában nem tettek különbséget, de itt is vannak kivételek.